# 风俗主义
风俗主义是19世纪西班牙及西班牙语美洲流行的一种反映日常生活和民俗风情的文学艺术流派，主要表现在文学和绘画领域。
风俗主义运动主要发生在伊莎贝拉二世在位时期。它与浪漫主义和之后的现实主义运动有密切联系：在关注社会现实与风俗人情的同时，传承了浪漫主义对人性与情感的描写与刻画。

## 西班牙

### 西班牙文学

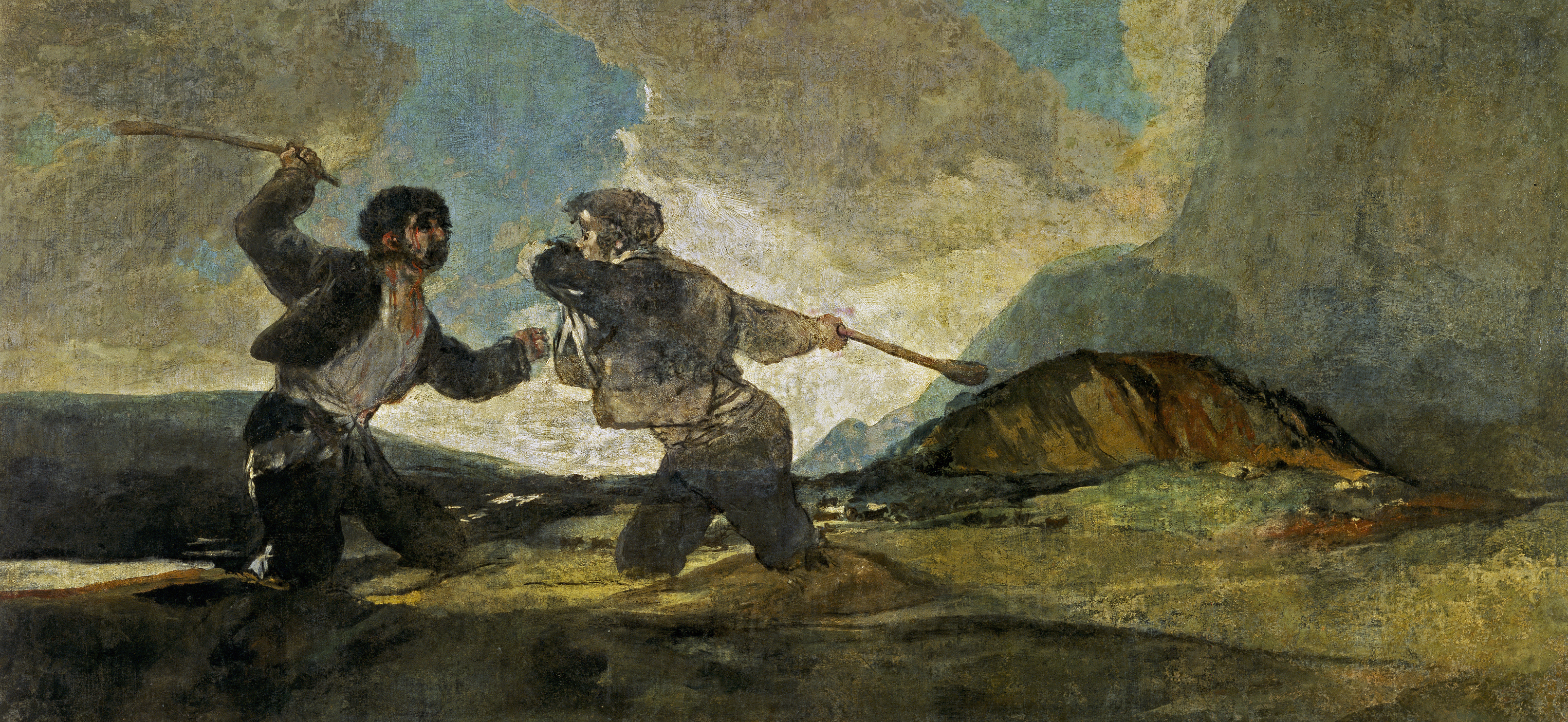
弗朗西斯科·戈雅的风俗主义画作

西班牙文学是指用西班牙语写成的文学作品。西班牙文学有着悠久的历史，可以追溯到中世纪的西班牙文化复兴时期。西班牙文学受到了希腊罗马文学、阿拉伯文学、犹太文学、基督教文学等多种文化的影响，也受到了西班牙历史、宗教、政治等因素的影响。西班牙文学的主题和风格多样，包括爱情、冒险、史诗、戏剧、小说等各种文学体裁。西班牙文学的代表作品有《堂吉诃德》、《唐璜》、《拉伯雷亚》、《血与沙》等。西班牙文学对世界文学产生了深远的影响，西班牙文学家们的作品被翻译成多种语言，被广泛地传播和阅读。

### 西班牙绘画

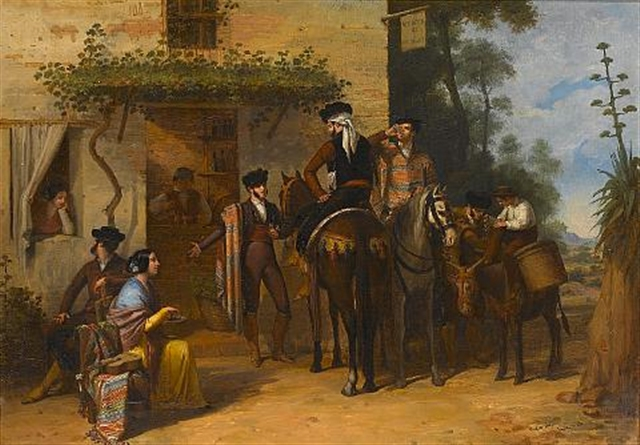
华金·多明格斯·贝克尔，1849年，典型的安达卢西亚风俗画

19世纪，浪漫主义运动带来的民族主义思潮让许多西班牙画家的主要精力集中于对地方风俗的描绘，形成了风俗主义画派。流行的题材包括：小市民阶层、马术竞技者、土匪、走私者、街头顽童和乞丐、吉卜赛人、传统节日和宗教建筑等。马德里和安达卢西亚地区（主要是塞维利亚）成为了西班牙视觉艺术风俗运动的两大中心。安达卢西亚的风俗绘画主要集中于对浪漫主义和民俗风情的描绘，较少含有对社会的讽刺与批评意味。他们画作的看客和买家主要是外国人。相比之下，马德里的风俗主义美术家在描绘马德里的日常生活时，含有对社会的尖刻讽刺。他们的画作主要面向马德里精英阶层的国内市场。除此之外，马德里画派经常使用单一的颜色和宽大的画笔，而塞维利亚画派则以精致著称。马德里画派的画作更多是描绘紧张激烈的场面，而塞维利亚画派则主要描绘寂静的世界。

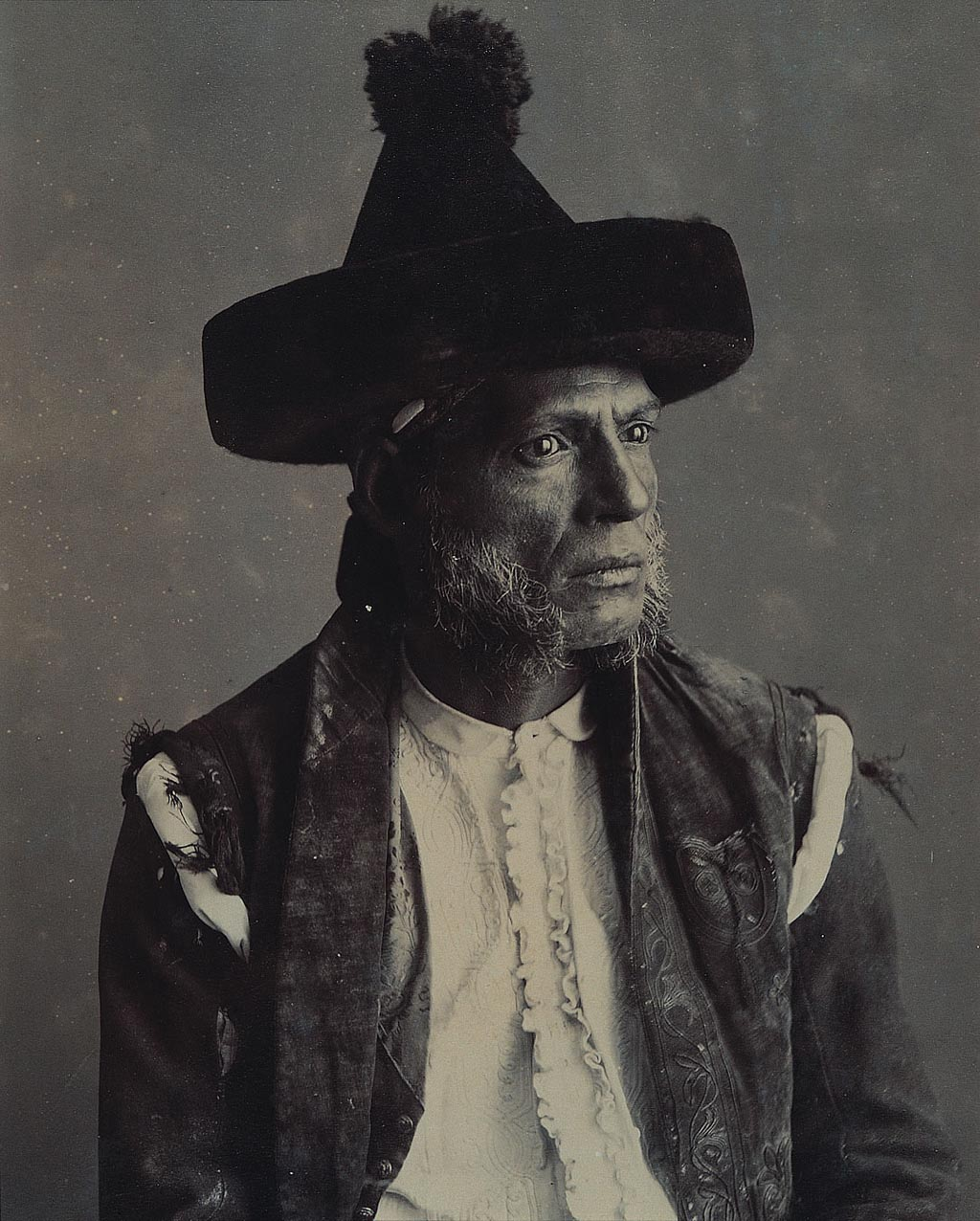
安达卢西亚吉卜赛人

安达卢西亚风俗画派的开创者是加的斯画派的两位主要人物：胡安·罗德里格斯·希门内斯（1765-1830）和华金·曼努埃尔·费尔南德斯·克鲁萨多（1781–1856），两人的画作都还兼具当时流行的浪漫主义风格。之后的塞维利亚画派继承并发扬了这一风格，其创始人是何塞·多明格斯·贝克尔（1805–41），影响了不少画家。他的堂弟华金·多明格斯·贝克尔（1817–79）以对光线和明暗的准确处理而著称；儿子巴莱里亚诺·多明格斯·贝克尔也成为了画家，后搬到了马德里。他的学生曼努埃尔·罗德里格斯·德古斯曼（1818–67）将塞维利亚风俗画发挥到了极致。
塞维利亚风俗画派的早期重要人物还有安东尼奥·卡夫拉尔·贝哈拉诺（1788–1861）。他的画大多描绘乡村农家的戏剧性场面，让人不禁联想起牟利羅的作品。何塞·罗尔丹·马丁内斯（1808–71）也深受牟利罗的影响，以对小孩和顽童的描绘而闻名。安东尼奥·卡夫拉尔·贝哈拉诺的儿子弗朗西斯科（1824–90）和曼努埃尔（1827–91）深受父亲的影响，但曼努埃尔的画在后期发展为现实主义风格。其他较著名的画家还有：安德烈斯·科尔特斯（1810–79）、曼努埃尔·加西亚·伊斯帕莱托和拉斐尔·加西亚·伊斯帕莱托兄弟和历史画家何塞·马里亚·罗德里格斯·德洛萨达（1826–96）等。

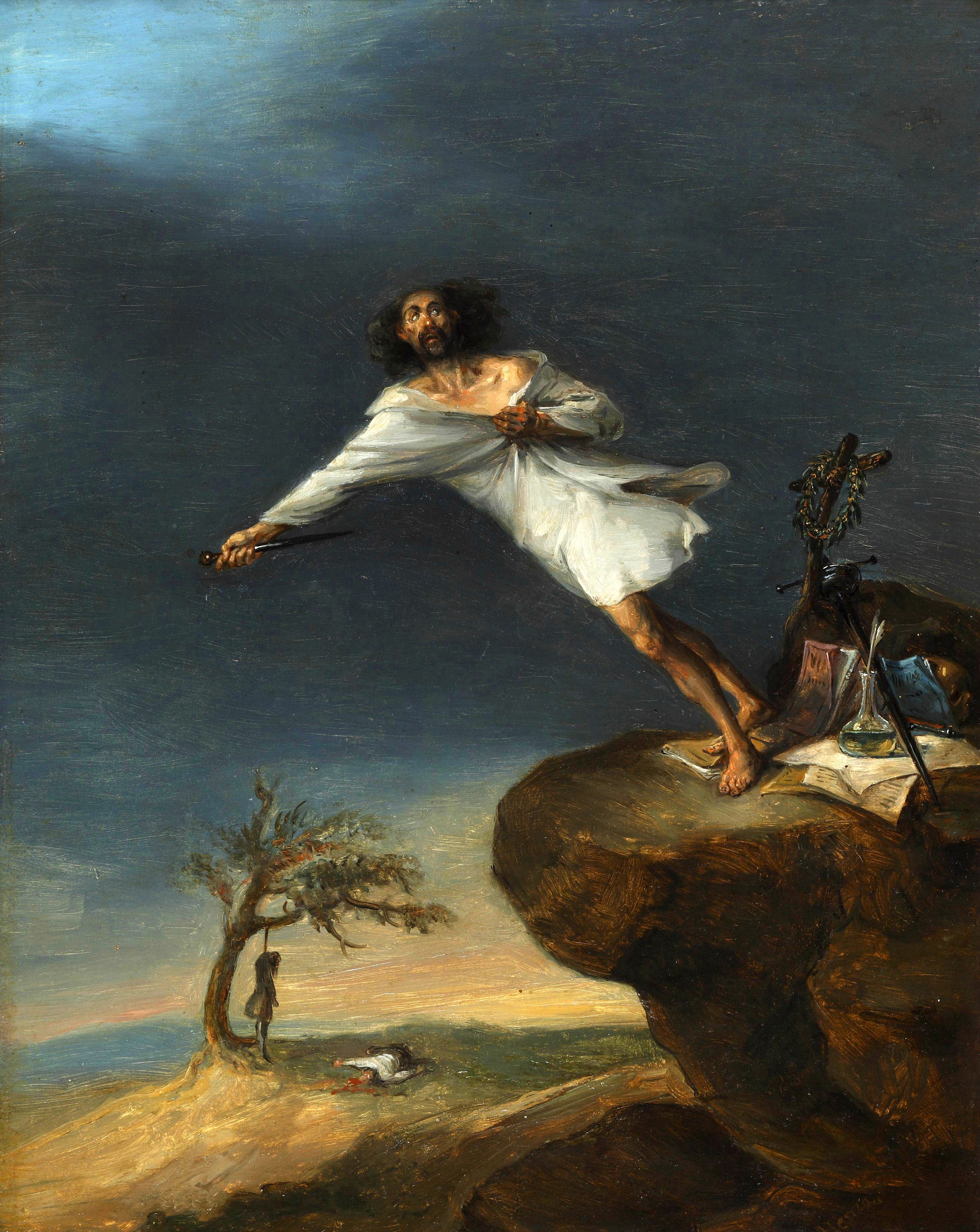
《浪漫式自杀》，莱昂纳多·阿伦萨

相比之下，马德里画派的画家更注重个人风格的培养，而非形成一种整体风格，主要受戈雅的影响。代表人物是莱昂纳多·阿伦萨和弗朗西斯科·拉梅耶尔。阿伦萨还深受法蘭德斯画家的影响，集中体现了马德里画派和塞维利亚画派之间的差异，经常以浪漫主义风格画出讽刺题材的作品。

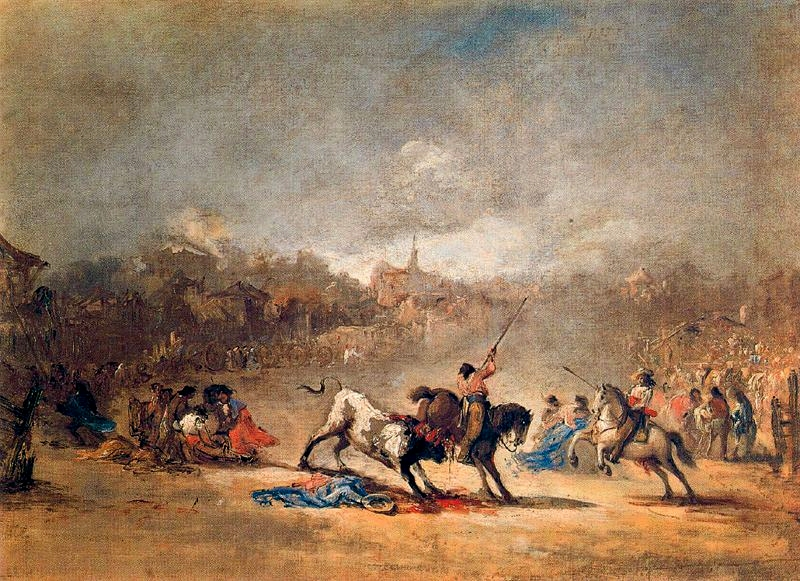
《斗牛厮杀》，欧亨尼奥·卢卡斯·贝拉斯克斯，约1850年

欧亨尼奥·卢卡斯·贝拉斯克斯（1817–70）是马德里画派的另一位主要人物。他是戈雅风格的继承者，一生的创作题材奇异多变，从鬥牛的打斗场面到东方风情再到巫術。他的儿子欧亨尼奥·卢卡斯·比利亚米尔（1858–1918）也受父亲的影响，模仿戈雅的作品。他还影响了安东尼奥·佩雷斯·鲁维奥（1822–88）和安赫尔·利斯卡诺·莫内德罗（1846–1929）等画家。
何塞·埃尔博（1804–44）虽然出生在安达卢西亚哈恩省的乌韦达，但在何塞·阿巴里西奥（1773–1838）的指导下在马德里学习绘画，也深受戈雅的影响。他的一些画作充斥着对社会现象的批评与讽刺，渗透着民粹主義思想。
塞维利亚出身的巴莱里亚诺·多明格斯·贝克尔虽然生活在马德里，但不属于马德里的风俗画派。他虽然也受到戈雅以及委拉斯开兹的影响，但在马德里的绘画作品仅涉及对世风的批评，少有讽刺意味。他专注于对普通市民尊严的刻画，很少刻意表现地方风俗癖好。

## 西班牙语美洲
风俗主义在阿根廷、玻利维亚、智利、哥伦比亚、古巴、多米尼加共和国、厄瓜多尔、墨西哥、巴拉圭、乌拉圭、秘鲁、波多黎各和委内瑞拉等国的文学艺术中也深有体现。其中，知名人物包括阿根廷作家多明戈·福斯蒂诺·萨米恩托等。

## 扩展阅读

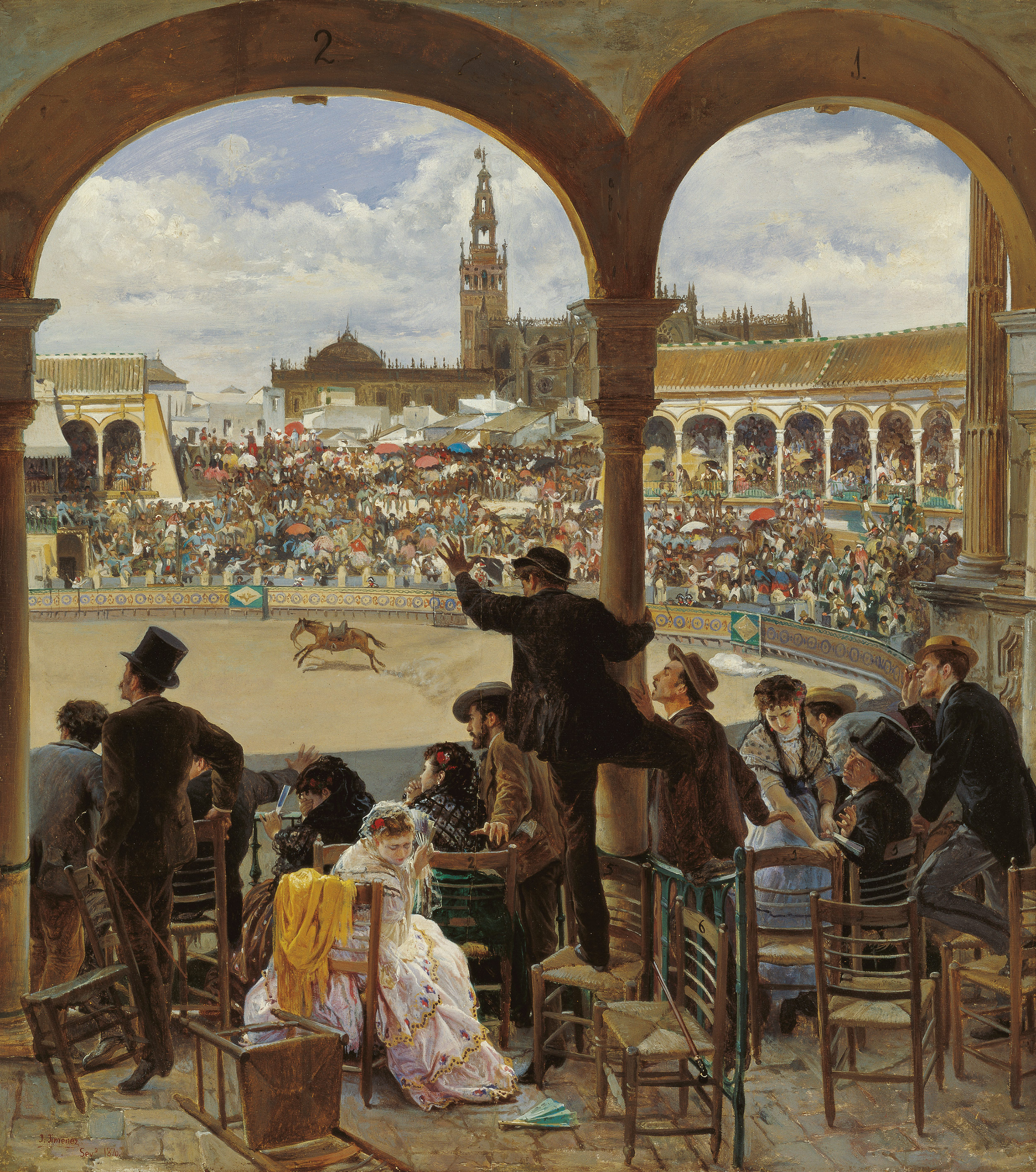
《斗牛场》，何塞·希门内斯·阿兰达，1870年，收藏于卡门·蒂森博物馆

- Moriuchi, Mey-Yen. Mexican Costumbrismo: Race, Society, and Identity in Nineteenth-Century Art. University Park, PA: Penn State Press 2018.